# Dieta baixa en FODMAP
Una dieta baixa en FODMAP és la restricció global del consum d'una persona de tots els hidrats de carboni fermentables (FODMAP), recomanat només durant un període curt de temps. Es recomana una dieta baixa en FODMAP per tractar pacients amb síndrome de l'intestí irritable (SII) i pot reduir els símptomes digestius de l'SII, com ara la inflor i la flatulència.
Si el problema rau en la fibra no digerible, el pacient pot ser dirigit a una dieta baixa en residus.

## Eficàcia i riscos
Una dieta baixa en FODMAP pot ajudar a millorar els símptomes digestius a curt termini en adults amb inflor abdominal i síndrome de l'intestí irritable, però el seu ús a llarg termini pot tenir efectes negatius perquè provoca un impacte perjudicial sobre la microbiota intestinal i el metaboloma. Només s'ha d'utilitzar durant períodes curts de temps i sota l'assessorament d'un especialista. Calen més estudis per avaluar-ne l'eficàcia en nens amb síndrome d'intestí irritable.
Només hi ha una petita evidència de la seva eficàcia en el tractament dels símptomes funcionals de la malaltia inflamatòria intestinal a partir d'estudis petits que són susceptibles de biaixos. Es necessiten més estudis per avaluar el veritable impacte d'aquesta dieta en la salut.
A més, l'ús d'una dieta baixa en FODMAP sense assessorament mèdic pot comportar greus riscos per a la salut, incloses les deficiències nutricionals i el diagnòstic erroni, per la qual cosa s'aconsella realitzar una avaluació mèdica completa abans d'iniciar una dieta baixa en FODMAP per garantir un diagnòstic correcte i que es pugui emprendre la teràpia adequada.
Atès que el consum de gluten se suprimeix o es redueix amb una dieta baixa en FODMAP, la millora dels símptomes digestius amb aquesta dieta pot no estar relacionada amb la retirada dels FODMAP, sinó de gluten, indicant la presència d'una no reconeguda malaltia celíaca, evitant així el seu diagnòstic i tractament correctes, amb el consegüent risc de diverses complicacions de salut greus, entre elles diversos tipus de càncer.
Una dieta baixa en FODMAP és altament restrictiva en diversos grups de nutrients, pot ser poc pràctica de seguir a llarg termini i pot afegir una càrrega econòmica innecessària.

## Aliments suggerits
A continuació es mostren els aliments baixos en FODMAP categoritzats per grup segons la "Dieta baixa en FODMAP" de la Universitat de Monash.
- Verdures: alfals, brots de soja, mongetes verdes, bleda xinesa, pebrot (pebrot), pastanaga, cibulet, herbes fresques, choy sum, cogombre, enciam, tomàquet, carbassó, les parts verdes dels porros i les cebes tendra
- Fruites: taronja, raïm, meló (no síndria)
- Proteïnes: carns, peix, pollastre, ous, tofu (no de seda), tempeh
- Lactis: llet sense lactosa, iogurts sense lactosa, formatge dur
- Pans i cereals: arròs, arròs inflat, blat de moro, patates, quinoa i pans fets només amb les seves farines; tanmateix, la civada i l'espelta són relativament baixes en FODMAP
- Galetes i aperitius: fets amb farina de cereals esmentats anteriorment, sense afegir ingredients rics en FODMAP (com ara ceba, pera, mel o edulcorants artificials de poliol)
- Fruits secs i llavors: ametlles (no més de deu fruits secs per ració), llavors de carbassa; no anacards ni pistatxos
- Opcions de begudes: aigua, cafè, te

Altres fonts confirmen la idoneïtat d'aquests i suggereixen alguns aliments addicionals.